# 童大林
童大林（1918年—2010年），中华人民共和国改革派政治人物，新启蒙运动的理论家。

## 生平
出生于福建厦门市，初中辍学。1938年2月赴延安，4月加入中国共产党。1954年任中共中央宣传部任秘书长。1966年，被定为彭罗陆杨反党集团”中陆定一的帮凶，被关秦城监狱六年。
改革开放后，当选中共十二届代表大会代表。第七届全国政协委员。曾任中科院副主任、国家科委副主任、国务院经济体制改革委员会副主任、中国经济体制改革研究会副会长、中国世界观察研究所所长等职，为确立社会主义市场经济作出了贡献。
2010年6月因病于北京逝世，享年91岁。

## 著作
著作有《中国城市发展战略》《论社会主义商品经济》《改革的脚步》等多部。